# Werner Friese
Werner Friese (Dresda, 30 marzo 1946 – 28 settembre 2016) è stato un calciatore e allenatore di calcio tedesco orientale, di ruolo portiere.